# Ulay

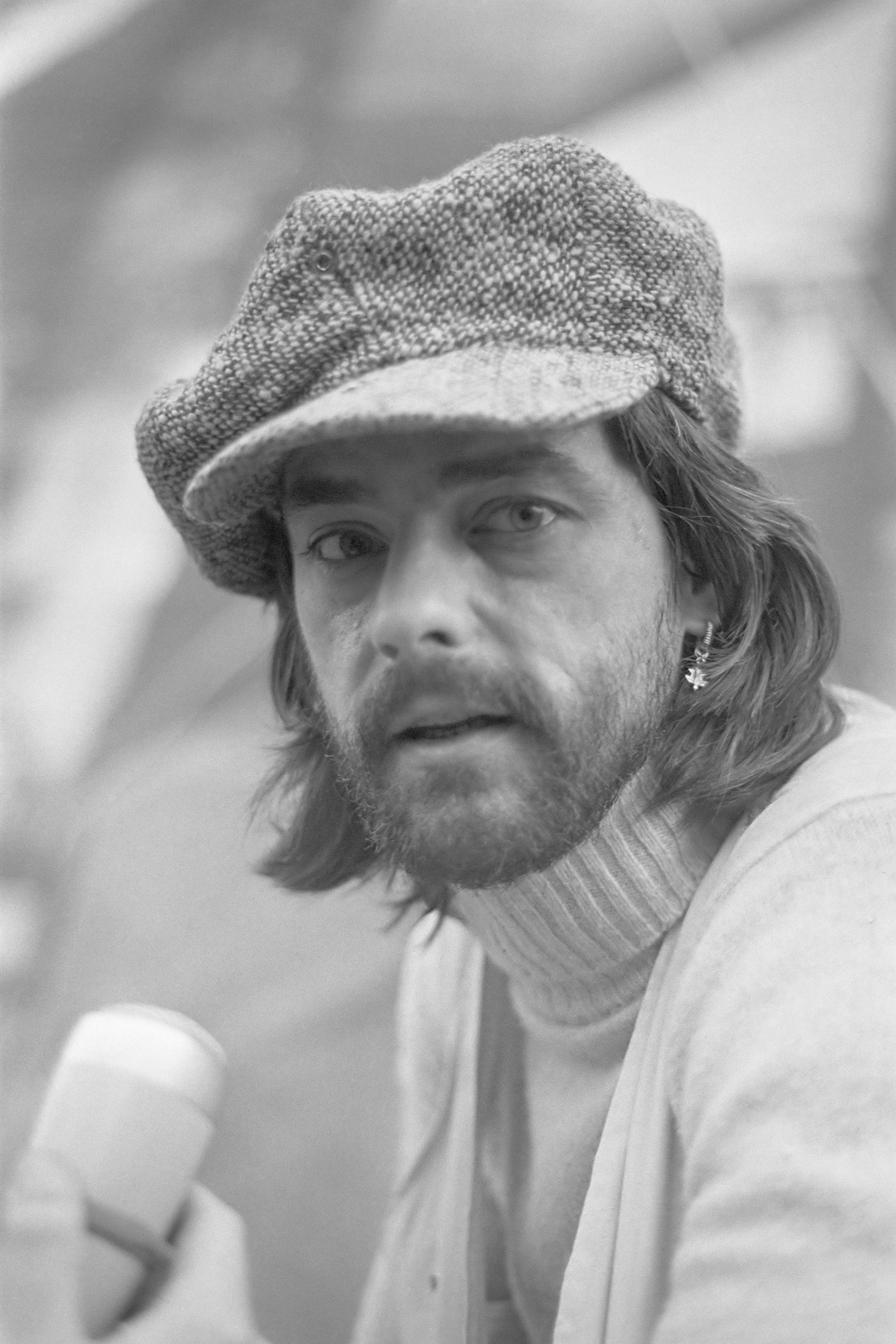
Ulay, 1972

Ulay (* 30. November 1943 in Solingen als Frank Uwe Laysiepen; † 2. März 2020 in Ljubljana) war ein Vertreter der Performancekunst der 1970er Jahre in Deutschland.

## Leben
Ulay absolvierte eine Ausbildung zum Maschinenbauer und studierte von 1962 bis 1968 Fotografie. Bis 1975 arbeitete er in den Bereichen Experimentelle Fotografie, Film und Environment. In Amsterdam fotografierte er zu Beginn der 1970er Jahre Menschen, die am Rand der Gesellschaft lebten, darunter Transgeschlechtliche, Drogenabhängige und Obdachlose. Mit Polaroidfotos bearbeitete er das Thema Tätowierungen, das zu dieser Zeit ebenfalls als randständig wahrgenommen wurde.
Besonders bekannt sind Ulays körperbezogene Performances in den 1970er Jahren mit seiner damaligen Lebensgefährtin Marina Abramović, von der er sich 1988 mit der „Großen Abschiedswanderung“ auf der Chinesischen Mauer trennte. 2010 besuchte er ihre Dauer-Performance The Artist is Present im MoMA in New York, verklagte sie 2015 und gewann den Rechtsstreit wegen Urheberrechtsverletzungen, um sich 2017 wieder zu versöhnen.
Er besuchte die Kölner Werkschulen und lebte und arbeitete u. a. in Australien und China. Zuletzt lebte er in Amsterdam und Ljubljana. Maßgeblich in all seinen Werken ist das Beziehungsgeflecht zwischen Körper, Raum und Gesellschaft.

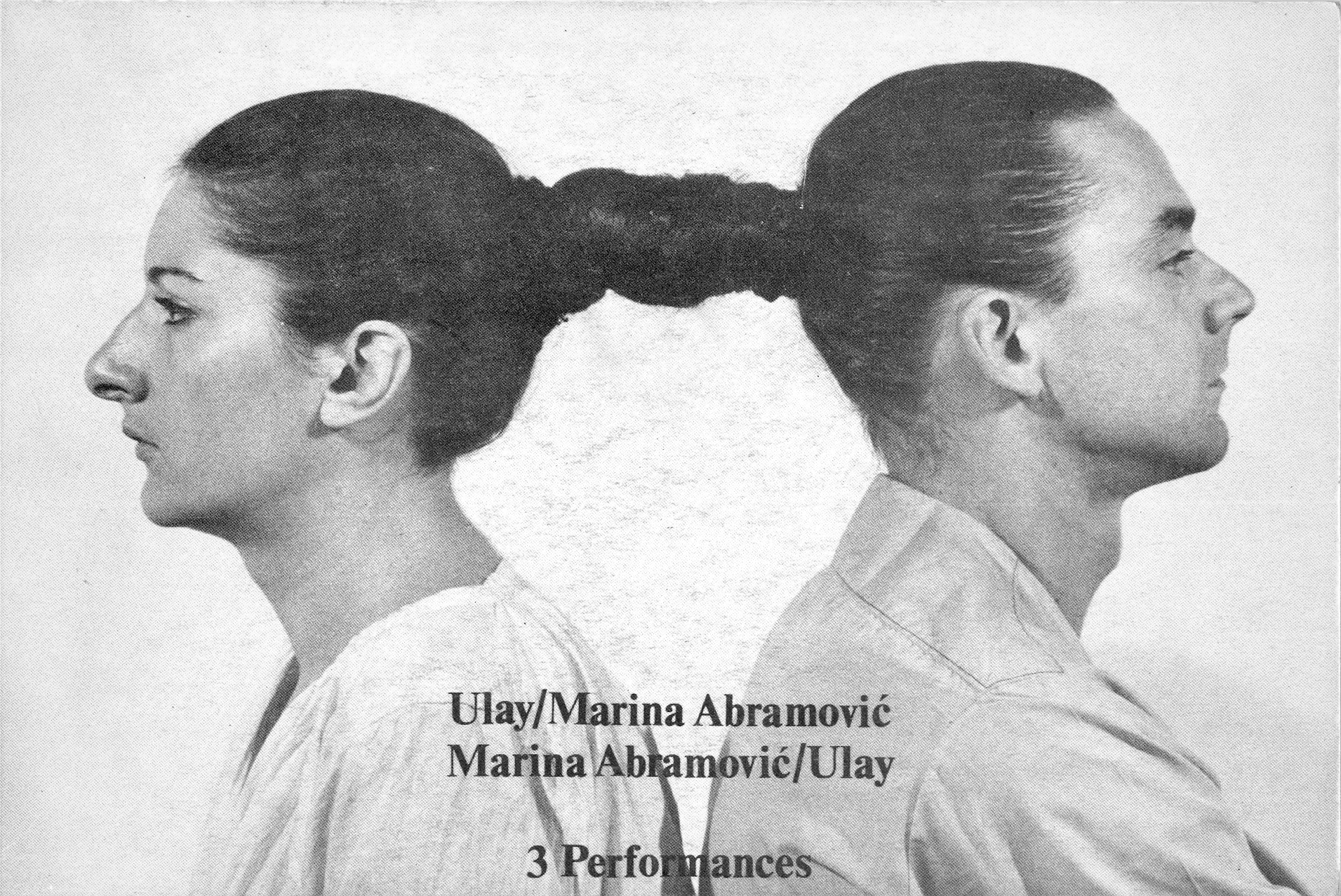
Marina Abramović und Uwe Laysiepen 1978

1976 stahl er in der Kunstaktion Da ist eine kriminelle Berührung in der Kunst das Gemälde Der arme Poet von Carl Spitzweg aus der Neuen Nationalgalerie, um es im Anschluss in der Wohnung einer türkischen Gastarbeiterfamilie in Kreuzberg aufzuhängen. Nach 30 Stunden gab er es im Künstlerhaus Bethanien zurück und stellte sich der Polizei. Die Aktion, die die Lebensumstände der Gastarbeiter mit den Konventionen des etablierten Kunstbetriebs konfrontierte, wurde von Wilma Kottusch und Mike Steiner auf Video dokumentiert. Ulay wurde wegen Diebstahls zu einer Geldstrafe verurteilt. Er bezahlte die Strafe nicht, sondern verließ Deutschland. Nach seiner Rückkehr zwei Jahre später wurde er zwecks Verbüßung der Ersatzfreiheitsstrafe festgenommen, kam aber wieder frei, nachdem Freunde die Geldstrafe bezahlt hatten.
Ulay nahm 1982 an der Documenta 7 und 1987 an der Documenta 8 teil. Von 1999 bis 2004 war er Professor für Performance an der Staatlichen Hochschule für Gestaltung Karlsruhe.

## Ausstellungen
- 2016: Ulay Life-Sized, Schirn Kunsthalle, Frankfurt am Main.[7][14]
- 2016: Ulay – Body of Pain, Body of Love, Body of Wisdom, GNYP Gallery, Berlin.[15]

## Öffentliche Sammlungen
Australien
- Art Gallery of New South Wales, Sydney
- Museum of Contemporary Art Sydney

Deutschland
- Kunstpalais Erlangen
- Kunsthalle zu Kiel der Christian-Albrechts-Universität
- Museum Ludwig, Köln

Finnland
- Kiasma – Museum of Contemporary Art, Helsinki

Frankreich
- Musée d’Art Contemporain de Lyon

Niederlande
- Netherlands Media Art Institute – Time Based Arts, Amsterdam
- Van Abbemuseum, Eindhoven
- Museum het Domein, Sittard

Schweden
- The Wanas foundation, Knislinge

Spanien
- ARTIUM Centro-Museo Vasco de Arte Contemporáneo, Vitoria-Gasteiz

USA
- The Progressive Art Collection, Mayfield Village (Ohio)
- San Francisco Museum of Modern Art – SFMOMA

## Preise und Auszeichnungen
- 1982: ars-viva-Preis[16] des Kulturkreises im Verband der Deutschen Industrie, zusammen mit Marina Abramović
- 1984: San-Sebastian-Video-Preis
- 1985: Lucano-Video-Preis
- 1986: Polaroid-Video-Preis